# Eloeophila hidana
Eloeophila hidana là một loài ruồi trong họ Limoniidae. Chúng phân bố ở miền Cổ bắc.